# 取締役会設置会社
取締役会設置会社（とりしまりやくかいせっちがいしゃ）とは、取締役会を置く株式会社及び会社法の規定により取締役会を置かなければならない株式会社をいう（会社法第2条7号）。これに対して、取締役会を設置しない会社を取締役会非設置会社と呼ぶこともあるが、これは会社法に規定はなく、正式な名称ではない。
- 会社法について以下では、条数のみ記載する。

## 概要
会社法においては、原則として株式会社には取締役会を設置する必要はないが、定款で定めることにより、任意に取締役会を設置することができる（326条2項）。
ただし、以下の4種類の株式会社については取締役会を設置しなければならない（327条1項）。
- 公開会社（株式の一部でも株主総会の決議なく自由に譲渡できる会社）
- 監査役会設置会社
- 指名委員会等設置会社
- 監査等委員会設置会社

取締役会設置会社の株主総会は、会社法に規定する事項及び定款で定めた事項だけを決議できる（295条）。
なお、特例有限会社には取締役会を置くことができない（会社法の施行に伴う関係法律の整備等に関する法律17条1項。以下整備法という。）。

## 員数
取締役会を設置するためには、取締役を3人以上選任しなければならないが（331条5項）、これは取締役会設置のための要件であって、取締役が3人以上いるからといって、その会社に取締役会が設置されているとは限らない。取締役が3人以上いる場合であっても、取締役会を設置しない機関設計を選択することは可能である。

## 監査役の設置義務
取締役会設置会社である会社は監査等委員会設置会社、指名委員会等設置会社及び公開会社でない会計参与設置会社である場合を除いて、監査役を置かなければならない（監査役設置会社、327条2項）。一方、監査役は取締役会非設置でも置くことができるので、監査役設置会社が取締役会設置会社とは限らない。
「監査役を置く取締役会設置会社」という表現は、取締役会設置会社が、同条上の義務として監査役を置いていることを指し、取締役会非設置会社が会社法上の義務によらずに監査役を置いている場合と区別するための表現である。

## 取締役会設置会社の特例
取締役会を設置した場合、非設置会社とは機関設計が異なるので、会社法の原則の規定とは異なる規定が適用される。

## 歴史的経緯
会社法制定以前は、株式会社であれば、株主総会と取締役会は必須の機関であり、それらの無い株式会社は認められていなかった。しかし、会社法の制定に際し、有限会社法が廃止され、有限会社は株式会社に移行するものとされたため、いわゆる機関設計の柔軟化が図られ、従来の有限会社の機関設計に類似した「取締役会を置かない会社」（取締役会非設置会社）が認められるようになった。会社法の条文は、原則が取締役会非設置会社について書かれており、例外として取締役会設置会社についての規定を置くと言う構造をとるため、原則が取締役会非設置会社、例外が取締役会設置会社と考えられる事が多いが、株式会社の機関設計の歴史的経緯から見ると、むしろ取締役会設置会社の方が原則であると言えるだろう。

## 商業登記
本稿では、取締役会設置会社の定めの新設及び廃止の手続き並びに2006年の会社法施行に伴う登記について説明する。
- 商業登記法はこの節で、登記法と記載する。

### 取締役会設置会社の定めの新設

#### 概要及び登記事項
取締役会非設置会社は定款を変更して取締役会設置会社となることができる（915条1項・911条3項15号参照）。この変更をした場合、変更前の会社の代表者の選定方法によっては、代表取締役の変更をしなければならない場合がある（2006年3月31日民商782号通達第2部第3-4(2)イ（ア）なお書）。また、取締役会設置会社においては取締役は3人以上でなければならない（331条5項）から、取締役を選任しなければならない場合がある。更に、指名委員会等設置会社・監査等委員会設置会社でない取締役会設置会社は、公開会社でない会計参与設置会社を除き、監査役を置かなければならない（327条2項）から、監査役又は会計参与を選任しなければならない場合がある。
取締役会設置会社の定めの新設は定款変更であるから、株主総会の特別決議によらなければならない（309条2項11号・466条）。また、代表取締役の選定は取締役会において、議決に加わることのできる取締役の過半数（定款で加重可）が出席し、その過半数（定款で加重可）をもって行う（369条1項・362条3項）。
登記事項は、取締役会設置会社の定めを設定した旨及び変更年月日であるが、新たに取締役の中から代表取締役を選定した場合又はその余の取締役が会社を代表しないこととなった場合は、代表取締役の変更登記もしなければならない（2006年3月31日民商782号通達第2部第3-4(2)イ（ア））。登記記録の具体例については、2006年4月26日民商1110号依命通知第4節第5-4(1)（参考）を参照。

#### 登記申請書記載事項（一部）
登記の事由（登記法17条2項3号）は「登記の事由　取締役会設置会社の定めの設定」のように記載する。
登記すべき事項（登記法17条2項4号）は取締役会設置会社となった旨及び変更年月日を記載する。また、以下の事項を記載しなければならない場合がある。
- 増員した取締役が就任した旨及び取締役の氏名並びに就任年月日
- 代表取締役の変更に関する事項及び変更年月日
- 監査役設置会社となった旨及び変更年月日、監査役が就任した旨及び監査役の氏名並びに就任年月日
- 会計参与設置会社となった旨及び変更年月日、会計参与が就任した旨、会計参与の氏名又は名称及び計算書類等の備置き場所並びに就任年月日
- 指名委員会等設置会社（監査等委員会設置会社）となった旨及びそれに付随する登記並びに変更年月日（詳しくは委員会設置会社を参照）

登記すべき事項を記録した磁気ディスクを提出する場合、「登記すべき事項 別添FDのとおり」のように記載し、OCR用紙に記載した場合（1993年12月27日民四7783号通達第7-1）、「登記すべき事項 別紙のとおり」のように記載する。
添付書面（1961年9月15日民甲2281号回答、一部）は株主総会議事録（登記法46条）及び代表取締役の変更に関する登記をする場合には当該変更に係る添付書面（登記法54条1項・4項）である（2006年3月31日民商782号通達第2部第3-4(2)イ（イ））。通数も記載しなければならない（1961年9月15日民甲2281号回答）。なお、取締役の増員をする場合には、株主総会議事録（商業登記法46条）及び就任を承諾したことを証する書面（登記法54条1項）を添付しなければならない。その他の添付書面については監査役設置会社及び会計参与設置会社並びに委員会設置会社を参照。
登録免許税（登記法17条2項6号）は取締役会設置会社の定め新設の分が申請1件につき3万円である（登録免許税法別表第1-24(1)ワ）。代表取締役の変更に関する登記をする場合、更に申請1件につき3万円（資本金の額が1億円以下の会社については1万円）を納付する（同法別表第1-24(1)カ）。なお、監査役設置会社又は会計参与設置会社となった旨を登記する場合、別途申請1件につき3万円を納付しなければならない（同法別表第1-24(1)ネ）。指名委員会等設置会社・監査等委員会設置会社となった場合については委員会設置会社も参照。

### 取締役会設置会社の定めの廃止

#### 概要及び登記事項
会社法上取締役会の設置義務がない取締役会設置会社は定款を変更して取締役会非設置会社となることができる（915条1項・911条3項15号参照）。この変更をした場合、変更後の会社の代表者の選定方法によっては、代表取締役の変更をしなければならない場合がある（2006年3月31日民商782号通達第2部第3-4(2)ウ（ア）なお書）。また、公開会社である場合、非公開会社となるべき措置をとらなければならず、監査役会又は委員会を置いている場合、監査役会設置会社の定めの廃止の登記又は委員会設置会社の定めの廃止及び付随する登記をしなければならない（327条1項）。更に、特別取締役による議決の定めがある場合、廃止の登記をしなければならない（373条1項）。
取締役会設置会社の定めの廃止は定款変更であるから、株主総会の特別決議によらなければならない（309条2項11号・466条）。非公開会社となるためには、全部の株式について譲渡を制限する定款の定めを設けなければならないが、これは株主総会の特殊決議によらなければならない（309条3項1号）。
登記事項は、取締役会設置会社の定めを廃止した旨及び変更年月日であるが、新たに代表取締役以外の取締役が会社を代表することとなった場合又は代表取締役が辞任等により会社を代表しないこととなった場合は、代表取締役の変更の登記もしなければならない（2006年3月31日民商782号通達第2部第3-4(2)ウ（ア））。登記記録の具体例については、2006年4月26日民商1110号依命通知第4節第5-4(1)を参照。

#### 登記申請書記載事項（一部）
登記の事由（登記法17条2項3号）は「登記の事由　取締役会設置会社の定めの廃止」のように記載する。
登記すべき事項（登記法17条2項4号）は取締役会設置会社の定めを廃止した旨及び変更年月日を記載する。また、以下の事項を記載しなければならない場合がある。
- 代表取締役の変更に関する事項及び変更年月日
- 監査役会設置会社の定めを廃止した旨及び変更年月日、監査役会設置会社の定めの廃止により社外監査役の登記を抹消する旨（社外監査役が負う責任の制限に関する契約の締結についての定款の定め〈911条3項26号・427条1項〉が登記されている場合を除く）及び変更年月日
- 指名委員会等設置会社（監査等委員会設置会社）の定めを廃止した旨及びそれに付随する登記並びに変更年月日（詳しくは委員会設置会社を参照）
- 特別取締役による議決の定めを廃止した旨及び変更年月日、特別取締役が退任した旨及び特別取締役の議決の定めの廃止により社外取締役の登記を抹消する旨（社外取締役が負う責任の制限に関する契約の締結についての定款の定め〈911条3項26号・427条1項〉が登記されている場合を除く）並びに変更年月日
- 全部の株式について、譲渡による取得については会社の承認を要する定めを設定した旨及び変更年月日

登記すべき事項を記録した磁気ディスクを提出する場合及びOCR用紙に記載した場合の記載例は新設の場合と同様である。
添付書面（1961年9月15日民甲2281号回答、一部）は株主総会議事録（登記法46条）及び代表取締役の変更に関する登記をする場合には当該変更に係る添付書面（登記法54条1項・4項）を添付する（2006年3月31日民商782号通達第2部第3-4(2)ウ（イ））。通数も記載しなければならない（1961年9月15日民甲2281号回答）。なお、特別取締役による議決の定めを廃止する場合には、取締役会議事録（商業登記法46条・54条4項）を添付しなければならない（2006年3月31日民商782号通達第2部第3-5(2)エ（イ））。指名委員会等設置会社・監査等委員会設置会社の定めを廃止した旨及びそれに付随する登記についての添付書面は委員会設置会社を参照。
登録免許税（登記法17条2項6号）は取締役会設置会社の定め廃止の分が申請1件につき3万円である（登録免許税法別表第1-24(1)ワ）。代表取締役の変更に関する登記をする場合、更に申請1件につき3万円（資本金の額が1億円以下の会社については1万円）を納付する（同別表第1-24(1)カ）。なお、特別取締役による議決の定めを廃止した旨を登記する場合又は全部の株式について譲渡を制限する定款の定めを設けた旨を登記する場合、別途申請1件につき3万円を納付しなければならない（同法別表第1-24(1)ネ）。指名委員会等設置会社・監査等委員会設置会社の定めを廃止した場合については委員会設置会社を参照。

#### 登記の実行
変更の登記をする場合、登記官は変更に係る登記事項を抹消する記号を記録しなければならない（登記規則41条）。

### 2006年の会社法施行に伴う登記
整備法の施行日（2006年5月1日）に存在する株式会社（株式会社の監査等に関する商法の特例に関する法律における委員会等設置会社を除く。以下商法特例法という。）の定款には取締役会を置く旨の定めがあるものとみなされた（整備法76条2項・66条1項前段・47条）。また、整備法の施行日に存在する株式会社で商法特例法における委員会等設置会社の定款には、取締役会・委員会及び会計監査人を置く旨などの定めがあるものとみなされた（整備法57条・66条1項前段・47条）。
これらの場合、取締役会設置会社である旨の登記は登記官の職権によりされた（整備法136条12項1号）。また、根拠となる法律の条文と登記の日付などが記録された（商業登記規則等の一部を改正する省令（2006年（平成18年）2月9日法務省令第15号）附則2条4項）。この登記の記録例については2006年4月26日民商1110号依命通知第9節第1-2を参照。